# Distrito de Ravensburg
Distrito de Ravensburg es un distrito rural (Landkreis) situado en el sudeste del Estado federado de Baden-Wurtemberg. Junto con el Distrito de Bodensee y el Distrito de Sigmaringa forma la parte de Baden-Wurtemberg de la Región Bodensee-Oberschwaben. Los distritos vecinos (empezando por el norte y en el sentido de las agujas del reloj) son al norte el Distrito de Biberach al este el Distrito de Lindau, Distrito de Baja Algovia y Memmingen, al sur el Distrito de Bodensee y al oeste el Distrito de Sigmaringa. La capital del distrito recae sobre la ciudad de Ravensburg.

## Demografía
El número de habitantes ha sido tomado del censo de población (¹) o datos de la oficina de estadística de Baden-Wurtemberg.
| Año                     | Núm. habitantes |
| ----------------------- | --------------- |
| 31 de diciembre de 1973 | 225.058         |
| 31 de diciembre de 1975 | 225.327         |
| 31 de diciembre de 1980 | 230.685         |
| 31 de diciembre de 1985 | 233.644         |
| 27 de mayo de 1987 ¹    | 233.635         |

| Año                     | Núm. habitantes |
| ----------------------- | --------------- |
| 31 de diciembre de 1990 | 247.674         |
| 31 de diciembre de 1995 | 261.446         |
| 31 de diciembre de 2000 | 268.770         |
| 31 de diciembre de 2005 | 275.677         |
| 30 de junio de 2006     | 276.965         |

## Ciudades y municipios
(Habitantes a 31 de diciembre de 2013)
| Ciudades 1. Aulendorf (9.758) 2. Bad Waldsee (20090) 3. Bad Wurzach (14.564) 4. Isny im Allgäu (13.846) 5. Leutkirch im Allgäu (22.515) 6. Ravensburg (50.095) 7. Wangen im Allgäu (27.135) 8. Weingarten (24.808) Distritos administrativos Los "Distritos Administrativos" son dos (o más) municipios que unen sus administraciones (en España, algo así como "Mancomunidades") 1. Altshausen 2. Bad Waldsee 3. Gullen (Grünkraut) 4. Leutkirch im Allgäu 5. Mittleres Schussental (Ravensburg) 6. Vogt 7. Wangen im Allgäu 8. Wilhelmsdorf 9. Fronreute-Wolpertswende | Municipios 1. Achberg (1.701) 2. Aichstetten (2.788) 3. Aitrach (2.631) 4. Altshausen (4.064) 5. Amtzell (4.207) 6. Argenbühl (6.353) 7. Baienfurt (7.229) 8. Baindt (5.242) 9. Berg (4.199) 10. Bergatreute (3.123) 11. Bodnegg (3.125) 12. Boms (623) 13. Ebenweiler (1.208) 14. Ebersbach-Musbach (1.696) 15. Eichstegen (499) 16. Fleischwangen (662) 17. Fronreute (4.671) 18. Grünkraut (3.181) 19. Guggenhausen (179) 20. Horgenzell (5.327) 21. Hoßkirch (736) 22. Kißlegg (8.847) 23. Königseggwald (671) 24. Riedhausen (654) 25. Schlier (3.927) 26. Unterwaldhausen (287) 27. Vogt (4.538) 28. Waldburg (3.097) 29. Wilhelmsdorf (5003) 30. Wolfegg (3.752) 31. Wolpertswende (4.114) |